# 榎本薬品
榎本薬品株式会社（えのもとやくひん）は、大阪府吹田市に本社を置く、医薬品、医療機器を取り扱う企業である。

## 概要
ジェネリックを主に卸す企業である。最近は官公立病院にも取引を開始し、地場卸から、特徴あるジェネリック専門卸として、成長が著しい。
平成20年には、東大阪営業所が支店へと格上げされ、大阪府下はもちろんの事、東は京都市、西は明石市、更に奈良県へも進出している。平成20年4月の処方箋様式変更に伴い、問い合わせが殺到する事が予想される。
また大阪府泉北ニュータウンに南大阪支店を開設する計画がある（用地は取得済み）。
取り扱いジェネリック医薬品メーカーは沢井製薬、大洋薬品（現・武田テバファーマ）、日医工（旧マルコ、旧テイコクメディックスのみ）マイラン製薬（旧メルク製薬）、共和薬品、大正薬品（現・武田テバ薬品）、長生堂薬品、太虎精堂、建林松鶴堂と多種多様であり、今後の躍進が注目される。
黎明期にはエーザイ、塩野義製薬、武田薬品工業などを主に取り扱っていた。
初代代表取締役榎本明は沢井製薬現相談役澤井次郎に直販から卸・販社ルートへの販路切替を提言した。
その際に「大阪澤井薬品」を名乗る様、澤井次郎から榎本明へ要望が出されたが「榎本薬品は何れの製薬会社からも影響を受けない独立した一医薬品卸である」との考えから謝辞したとされ、現在に至る。
沢井製薬本社で各地方を代表する沢井製薬販社が出席する会議が開催される際に榎本薬品も出席しているのは上記の様な経緯からであると推察される。
- 創業：1951年（昭和26年）4月
- 資本金：6,000万円
- 本社所在地：大阪府吹田市南金田2丁目8番地37号
- 初代代表取締役：榎本明
- 現代表取締役：榎本時一
- 日本医薬品卸業連合会会員
- 日本ジェネリック医薬品販社協会会員